# CC-11
La carretera CC-11 es el trayecto de la  N-630  a su paso por Cáceres. Su denominación oficial fue  CC-11 , Acceso Norte a Cáceres. Actualmente ya no se denomina así sino que ha vuelto a su antigua denominación  N-630 
Su inicio está situado en la dicha carretera al norte de Cáceres en la  A-66   E-803 , continuando por la  Avenida del Ferrocarril  y la  Avenida Juan Pablo II , finalizando en la  Glorieta de San Fernando . Esta vía cuenta con, al menos, dos carriles por sentido en todo el trazado. En pequeños tramos tiene 3 o 4 carriles.
Es una vía de vital importancia para el tráfico de la ciudad de Cáceres, ya que es la vía de circunvalación del oeste de la ciudad, conectando con lugares de interés como la estación de autobús, la estación de FF.CC, y los Centros Comerciales. Además, forma parte de la ronda de la ciudad de Cáceres, junto a la  Ronda Norte  y a la  Ronda Sur-Este  ( EX-C2 ).

## Tramos
| Denominación | Tramo | km      | Año servicio |
| ------------ | --- | ------- | ------------ |
| CC-11        | Acceso Norte a Cáceres Subtramo: A-66 - Las Capellanías Subtramo: Las Capellanías - Glorieta de V Centenario | 2,5 2,4 | 2004         |
| CC-11        | Variante Oeste de Cáceres Tramo: Glorieta de V Centenario - Estación ff.cc. Cáceres                          | 2,3     | 1994         |
| CC-11        | Estación ff.cc. Cáceres - N-523 Glorieta de San Fernando                                                     | 1,7     | 1998         |

## Salidas
| CC-11 , Acceso Norte a Cáceres | CC-11 , Acceso Norte a Cáceres | CC-11 , Acceso Norte a Cáceres | CC-11 , Acceso Norte a Cáceres | CC-11 , Acceso Norte a Cáceres | CC-11 , Acceso Norte a Cáceres | CC-11 , Acceso Norte a Cáceres | CC-11 , Acceso Norte a Cáceres | CC-11 , Acceso Norte a Cáceres |
| Sentido Mérida (descendente) | Sentido Mérida (descendente)   | Sentido Mérida (descendente) | Esquema                        | Sentido Salamanca (ascendente) | Sentido Salamanca (ascendente) | Sentido Salamanca (ascendente) | Notas                          |                                |
| Velocidad | Elemento Carriles              | Salida | Esquema                        | Salida | Elemento Carriles              | Velocidad                      | Notas                          |                                |
| --- | ------------------------------ | --- | ------------------------------ | --- | ------------------------------ | ------------------------------ | ------------------------------ | ------------------------------ |
| |                                | Inicio de la: CC-11 |                                | Fin de la: CC-11 Continúa por: |                                |                                |                                |                                |
| A-66 E-803 Plasencia - Salamanca - Mérida N-630 Centro de Conservación y Explotación Casar de Cáceres                                 |                                | Inicio de la: CC-11 |                                | |                                |                                |                                |                                |
| |                                | Vía de Servicio |                                | Vía de Servicio |                                |                                |                                |                                |
| |                                | Las Capellanías Vía de Servicio Vía de Servicio |                                | Las Capellanías Vía de Servicio Vía de Servicio |                                |                                |                                |                                |
| |                                | Las Capellanías |                                | - |                                |                                |                                |                                |
| |                                | Las Capellanías Vía de Servicio |                                | Las Capellanías Vía de Servicio |                                |                                |                                |                                |
| |                                | Glorieta del V Centenario Urb. Los Castellanos - Urb. Macondo Urb. La Sierrilla Parque Olivar Chico Ronda Norte de Cáceres Pol. Empresarial Mejostilla Centro de Cirugía de Mínima Invasión EX-390 Parque nacional de Monfragüe A-58 Trujillo A-5 Madrid |                                | Glorieta del V Centenario Urb. Los Castellanos - Urb. Macondo Urb. La Sierrilla Parque Olivar Chico Ronda Norte de Cáceres Pol. Empresarial Mejostilla Centro de Cirugía de Mínima Invasión EX-390 Parque nacional de Monfragüe A-58 Trujillo A-5 Madrid |                                |                                |                                |                                |
| |                                | - |                                | Ronda Norte de Cáceres Pol. Empresarial Mejostilla Centro de Cirugía de Mínima Invasión EX-390 Parque nacional de Monfragüe A-58 Trujillo A-5 |                                |                                |                                |                                |
| |                                | Cáceres - Avda. Ruta de la Plata N-630 - Avda. del Ferrocarril A-66 - EX-206 N-521 Portugal N-523 Badajoz |                                | - |                                |                                |                                |                                |
| |                                | Glorieta Donantes de Sangre Cáceres - Avda. de las Arenas N-521 Malpartida de Cáceres - Portugal A-66 Mérida - Salamanca N-523 Badajoz |                                | Glorieta Donantes de Sangre Cáceres - Avda. de las Arenas N-521 Malpartida de Cáceres - Portugal A-66 Mérida - Salamanca N-523 Badajoz |                                |                                |                                |                                |
| |                                | Glorieta del Movimiento Scouts Avda. Virgen de Guadalupe Parkings Hoteles |                                | Glorieta del Movimiento Scouts Avda. Virgen de Guadalupe Parkings Hoteles |                                |                                |                                |                                |
| |                                | Leroy Merlin |                                | - |                                |                                |                                |                                |
| |                                | - Avda. de Alemania EX-206 Miajadas - Avda. de la Hispanidad - Policía local |                                | - Avda. de Alemania EX-206 Miajadas - Avda. de la Hispanidad - Policía local |                                |                                |                                |                                |
| |                                | Aldea Moret - Avda. de la Constitución Pol. Aldea Moret |                                | Estación de autobuses |                                |                                |                                |                                |
| |                                | |                                | C/ Juan Solano Pedrero |                                |                                |                                |                                |
| |                                | C/ Estambul |                                | C/ Estambul |                                |                                |                                |                                |
| |                                | Glorieta de San Fernando Fin de la: CC-11 Continúa por: |                                | Glorieta de San Fernando Inicio de la: CC-11 |                                |                                |                                |                                |
| EX-100 Badajoz - Puebla de Obando A-66 E-803 Mérida - Plasencia N-630 Mérida - Sevilla - Recinto Ferial - ITV - Centro de Transportes |                                | |                                | Glorieta de San Fernando Inicio de la: CC-11 |                                |                                |                                |                                |